# Cens dels Estats Units del 1950

El Cens dels Estats Units del 1950, és el 17è cens dels Estats Units va ser dirigit per l'Oficina del Cens dels Estats Units, determinà que els residents als Estats Units eren 150.697.361, amb un increment del 14,5% respecte a les 131.669.275 persones enumerades durant el cens de 1940.

## Preguntes al cens
El cens del 1950 va demanar la següent informació a tots els ciutadans:
- adreça
- si era una casa o una granja
- nom
- relació amb el cap de casa (head of household)
- raça
- sexe
- edat
- estatus marital
- lloc de naixement
- si és d'origen forà si es va naturalitzar
- estatus del lloc de treball
- hores treballades a la setmana
- ocupació, indústria i classe de treballador

Addicionalment, una mostra d'individus van tenir altres preguntes sobre ingressos econòmics, història marital, fertilitat i altres temes. La documentació completa sobre el cens del 1950 està disponible a Integrated Public Use Microdata Series.

## Rànquing estatal
| Rang | Estat                 | Població   |
| ---- | --------------------- | ---------- |
| 1    | Nova York             | 14,830,192 |
| 2    | Califòrnia            | 10,586,223 |
| 3    | Pennsilvània          | 10,498,012 |
| 4    | Illinois              | 8,712,176  |
| 5    | Ohio                  | 7,946,627  |
| 6    | Texas                 | 7,748,000  |
| 7    | Michigan              | 6,421,000  |
| 8    | Nova Jersey           | 4,860,000  |
| 9    | Massachusetts         | 4,690,000  |
| 10   | Carolina del Nord     | 4,060,000  |
| 11   | Indiana               | 3,952,000  |
| 12   | Missouri              | 3,946,000  |
| 13   | Geòrgia               | 3,451,000  |
| 14   | Wisconsin             | 3,449,000  |
| 15   | Tennessee             | 3,304,000  |
| 16   | Virgínia              | 3,262,000  |
| 17   | Alabama               | 3,060,000  |
| 18   | Minnesota             | 2,995,000  |
| 19   | Kentucky              | 2,957,000  |
| 20   | Florida               | 2,821,000  |
| 21   | Louisiana             | 2,701,000  |
| 22   | Iowa                  | 2,621,000  |
| 23   | Washington            | 2,386,000  |
| 24   | Maryland              | 2,376,000  |
| 25   | Oklahoma              | 2,193,000  |
| 26   | Mississipi            | 2,169,000  |
| 27   | Carolina del Sud      | 2,119,000  |
| 28   | Connecticut           | 2,007,280  |
| 29   | Virgínia de l'Oest    | 2,006,000  |
| 30   | Kansas                | 1,915,000  |
| 31   | Arkansas              | 1,906,000  |
| 32   | Oregon                | 1,532,000  |
| 33   | Colorado              | 1,337,000  |
| 34   | Nebraska              | 1,324,000  |
| 35   | Maine                 | 911,000    |
| x    | Districte de Colúmbia | 814,000    |
| 36   | Rhode Island          | 779,000    |
| 37   | Arizona               | 756,000    |
| 38   | Utah                  | 696,000    |
| 39   | Nou Mèxic             | 687,000    |
| 40   | Dakota del Sud        | 652,000    |
| 41   | Dakota del Nord       | 616,000    |
| 42   | Montana               | 598,000    |
| 43   | Idaho                 | 592,000    |
| 44   | Nou Hampshire         | 531,000    |
| x    | Hawaii                | 491,000    |
| 45   | Vermont               | 377,000    |
| 46   | Delaware              | 321,000    |
| 47   | Wyoming               | 292,000    |
| 48   | Nevada                | 162,000    |
| x    | Alaska                | 138,000    |

|